# Hjulspindlar
Hjulspindlar (Araneidae) är en familj inom ordningen spindlar som omfattar mer än 2800 arter i fler än 160 släkten vilka återfinns över hela världen. Detta gör hjulspindlarna till den tredje största spindelfamiljen efter Salticidae och Linyphiidae. Den äldsta kända hjulspindeln är Mesozygiella dunlopi där exemplar bevarats i bärnsten från äldre krita.
Hjulspindlar bygger nät i form av spiralformade hjulnät, vilka ofta återfinns i trädgårdar, på fält och i skogar. Tidigare fördes ett flertal andra grupper med spindlar till familjen eftersom de också spinner olika former av hjulnät, men dessa har idag placerats i familjerna Nephilidae och Tetragnathidae, som alla placeras i överfamiljen Araneoidea. Det som huvudsakligen skiljer dessa två familjer från Araneidae är att deras nät tenderar att vara mer oregelbundna än de ”äkta” hjulspindlarnas mer spiralformade varianter. Även beteendeskillnader har noterats, där Araneidae efter att ha fångat ett byte först brukar omsluta det i väv, för att sedan injicera giftet. Nephilidae och Tetragnathidae gör det i omvänd ordning, och biter först.

## Nätet

### Nätets konstruktion

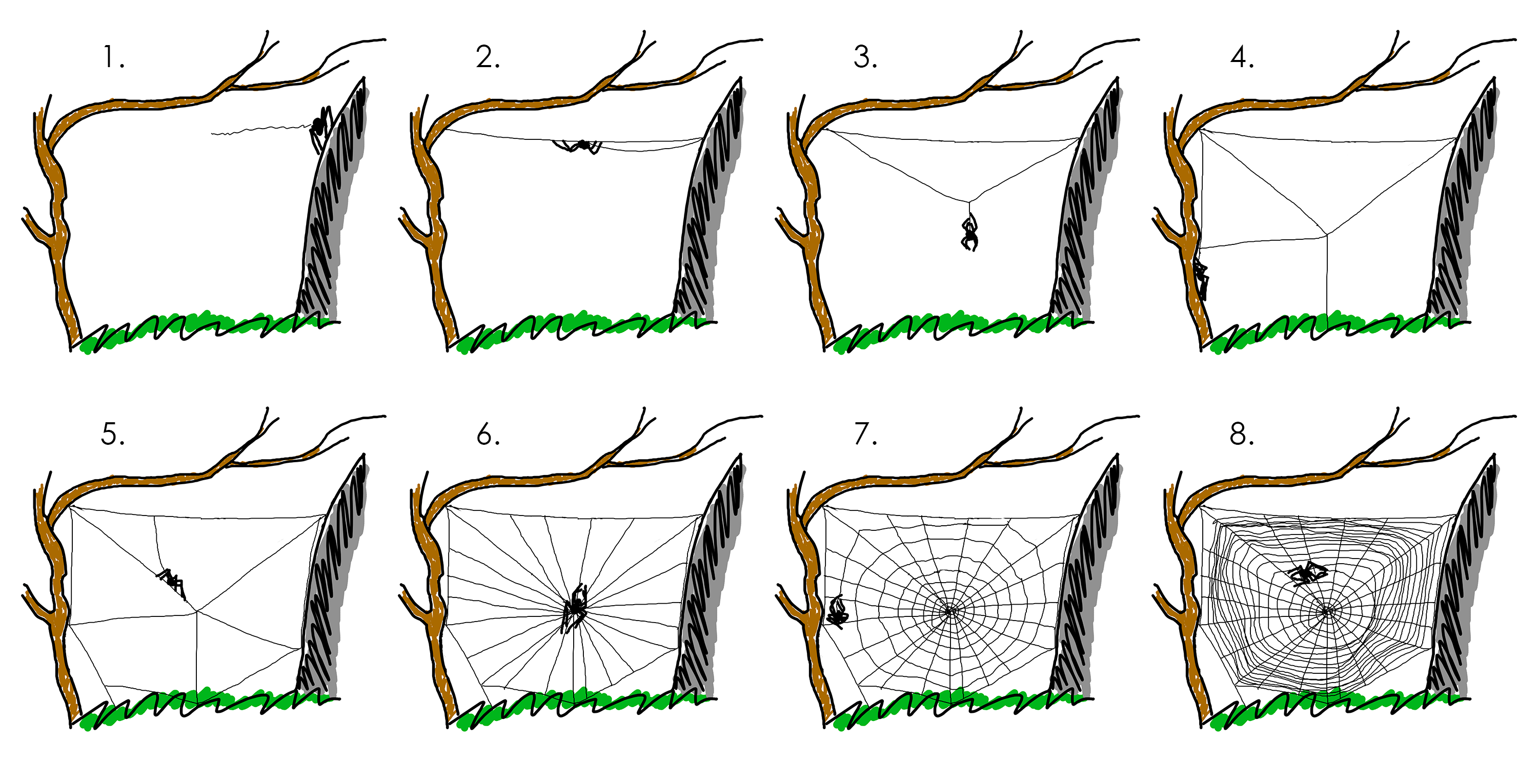
Araneidaes uppbyggnad av nät, steg för steg

Hjulspindlarna spinner sina nät i en specifik ordning. Först förankras en tråd mellan två fasta punkter. Spindeln antingen vandrar över med tråden, eller kastar ut den och låter vinden föra den rätt. Spindeln går sedan tillbaka med hjälp av den första tråden, och drar med sig ytterligare en tråd som förstärkning. Spindeln går sedan till mitten av sina två linor, och fäster en form av ögla i den ena. Därefter glider den sakta ned med en ny tråd mot hjulnätets blivande centrum. Sedan spinns resterande delar av ytterramen och förstärks med trådar till centrum. Ytterligare radiella trådar tillverkas sedan för att stadga strukturen. Därefter spinns en provisorisk spiral från centrum och ut. Denna agerar bara i förstärkande syfte, och har ingen form av klister på sig. Den provisoriska spiralen ersätts slutligen utifrån och in men en ny spiral av denna gång klibbig tråd..

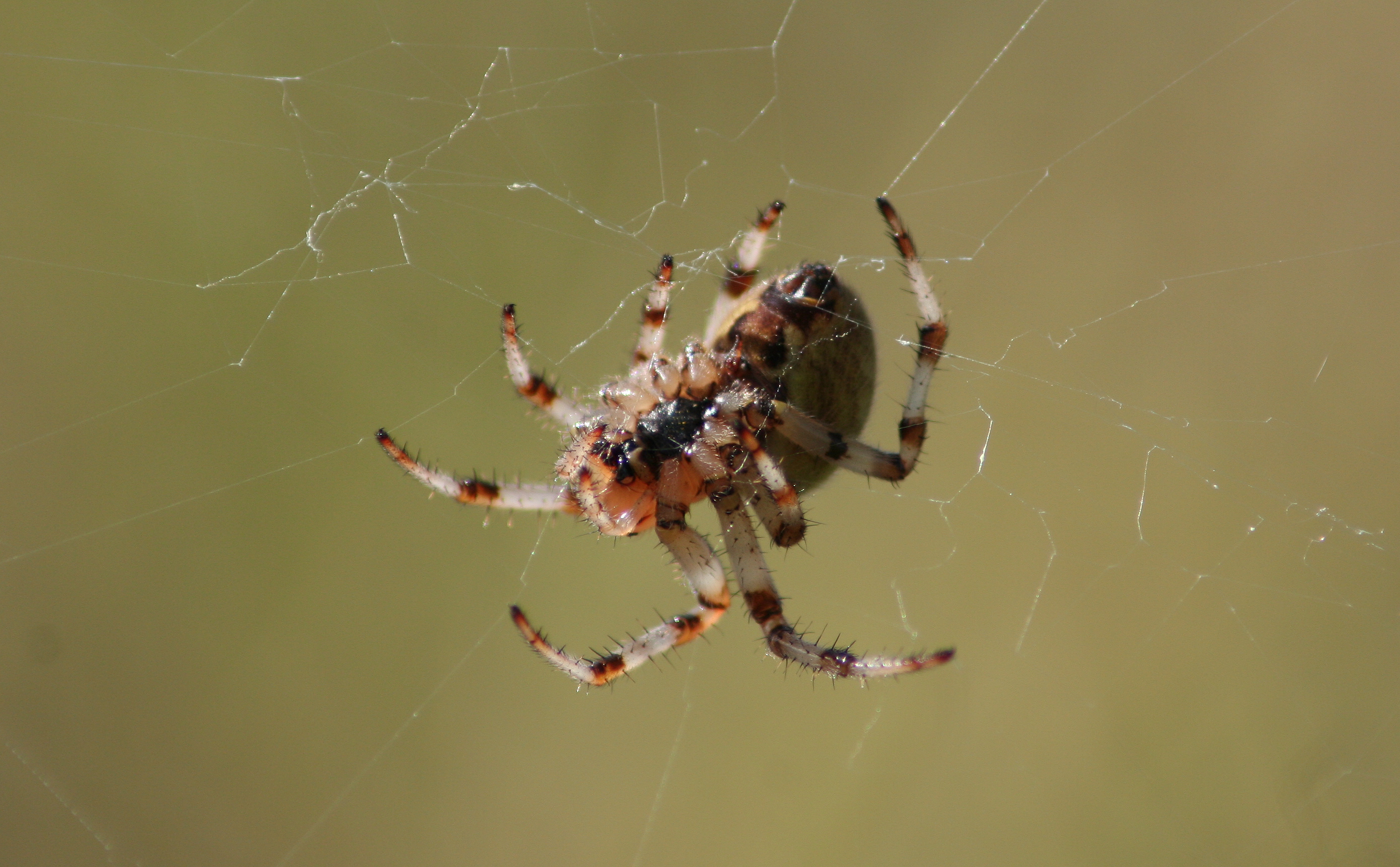
En vanlig, svensk korsspindel med tydliga spinnvårtor

### Stabilimentum
En del arter inom släktet Araneidae spinner i sina nät in skimrande trådar med hög förmåga att reflektera ljus. Denna struktur kallas för stabilimentum, och syns tydligt i nätet som tjocka, klara linjer. Utseendet på stabilimentum varierar kraftigt. De kan bilda stora cirklar i mitten av nätet, de kan vara spiralformade med utgångspunkt från centrum, men de kan även bilda mer linjära strukturer – exempelvis kors- och blixtmönster.
Hur och när stabilimentum implementeras i spindlarnas hjulnät varierar kraftigt mellan olika arter. Vanligtvis används det mest av yngre individer, medan de äldre mindre ofta lägger ned det arbete som krävs för att bygga upp dem. Många arter använder det istället under hela sin livstid. Formen på stabilimentum kan också ta sig olika skepnader vid varje ombyggnation av nätet hos en och samma individ.
Funktionen hos stabilimentum i spindelnäten är omdebatterad av araknologer. Äldre forskning menar att strukturerna används i ett rent defensivt syfte mot rovdjur, då spindeln enkelt kan gömma sig bakom dem. Stabilimentum skulle också kunna fylla en rent förstärkande funktion, genom att fördela förändringar av spänningar över nätet. En annan äldre tanke är att de fungerar som varningssignaler för större djur, så att exempelvis inte fåglar råkar flyga in i näten och därigenom förstör dem. Nyare forskning pekar dock på något helt annat, och menar istället att strukturerna används för att locka till sig bytesdjur. Silket de byggs upp av reflekterar nämligen ultraviolett ljus mycket mer effektivt än övriga delar av hjulnätet. Fenomenet förekommer vanligtvis hos blommor för att attrahera pollinerande insekter, och det kan hända att spindlarna utnyttjar detta för att effektivisera sin fälla.

## Evolution
Konsten att använda snaror och dylikt av silke för att fånga byten är utan tvekan en av de mer viktiga anpassningarna spindlarna genomgått. Det finns fossil som tyder på att ordningen gjort detta med hjälp av spinnorgan så tidigt som under den geologiska perioden Devon och Karbon. Sedan dess har flera ytterligare mer raffinerade modifikationer i användandet av silket utvecklats. Just hjulspindlarna tros ha uppkommit under äldre krita, något forskare kommit fram till genom att studera välbevarad kalksten från Sierra de Montsech i Spanien. Individerna konserverade i stenen uppvisar välutvecklade spinnorgan i kombination med förlängda främre benpar och ett kortare tredje benpar. Detta syns idag enbart hos två familjer av moderna spindlar (Araneidae och Uloboridae), båda skickliga hjulnätsvävare. Spindlar vars ben är organiserade på detta vis har ett mycket karaktäristiskt sätt att placera extremiteterna i avslappnat läge; med de främre benparen utsträckta, och det tredje paret fastklamrande exempelvis en gren.. Fortsättningsvis uppvisar de fossiliserade spindlarna även tre böjda klor på tarsusområdet lämpade för att dra åt nät

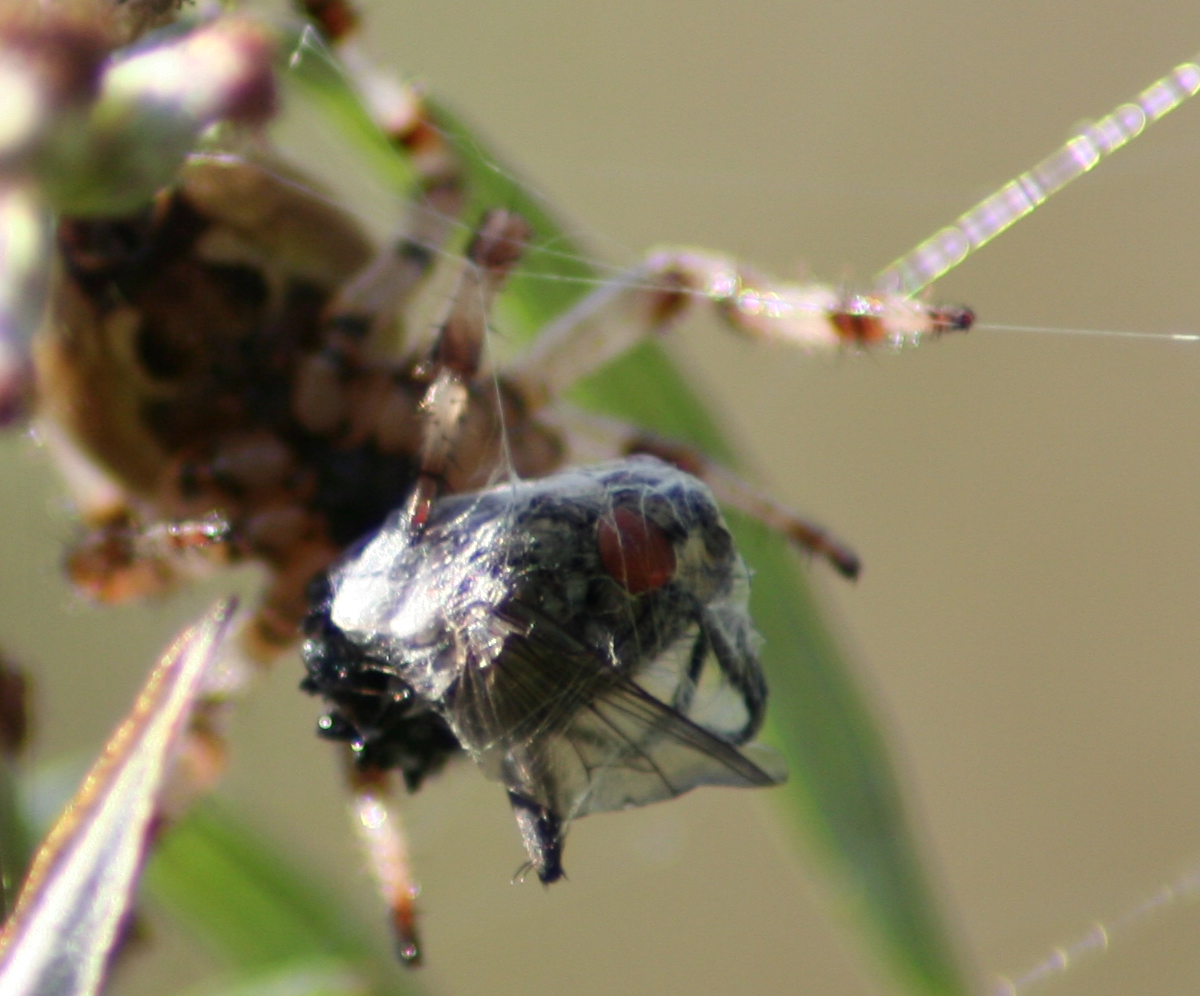
En korsspindel upptagen med att slå in sitt byte